# Malörtskapuschongfly
Malörtskapuschongfly, Cucullia artemisiae, är en fjärilsart som beskrevs av Johan Siegfried Hufnagel 1766. Malörtskapuschongfly ingår i släktet Cucullia och familjen nattflyn, Noctuidae. Enligt den svenska rödlistan är arten nationellt utdöd, RE, i Sverige. Arten förekommer tillfälligtvis i Götaland. Arten har tidigare förekommit  framför allt i Skåne men även på Öland och i Halland. Fynd finns även från Blekinge, Småland samt på Gotland.  Artens livsmiljö är öppna gräsmarker och strandängar eller ruderatmarker med blottad mark. En underart finns listad i Catalogue of Life, Cucullia artemisiae perspicua Warnecke, 1919.

## Bildgalleri

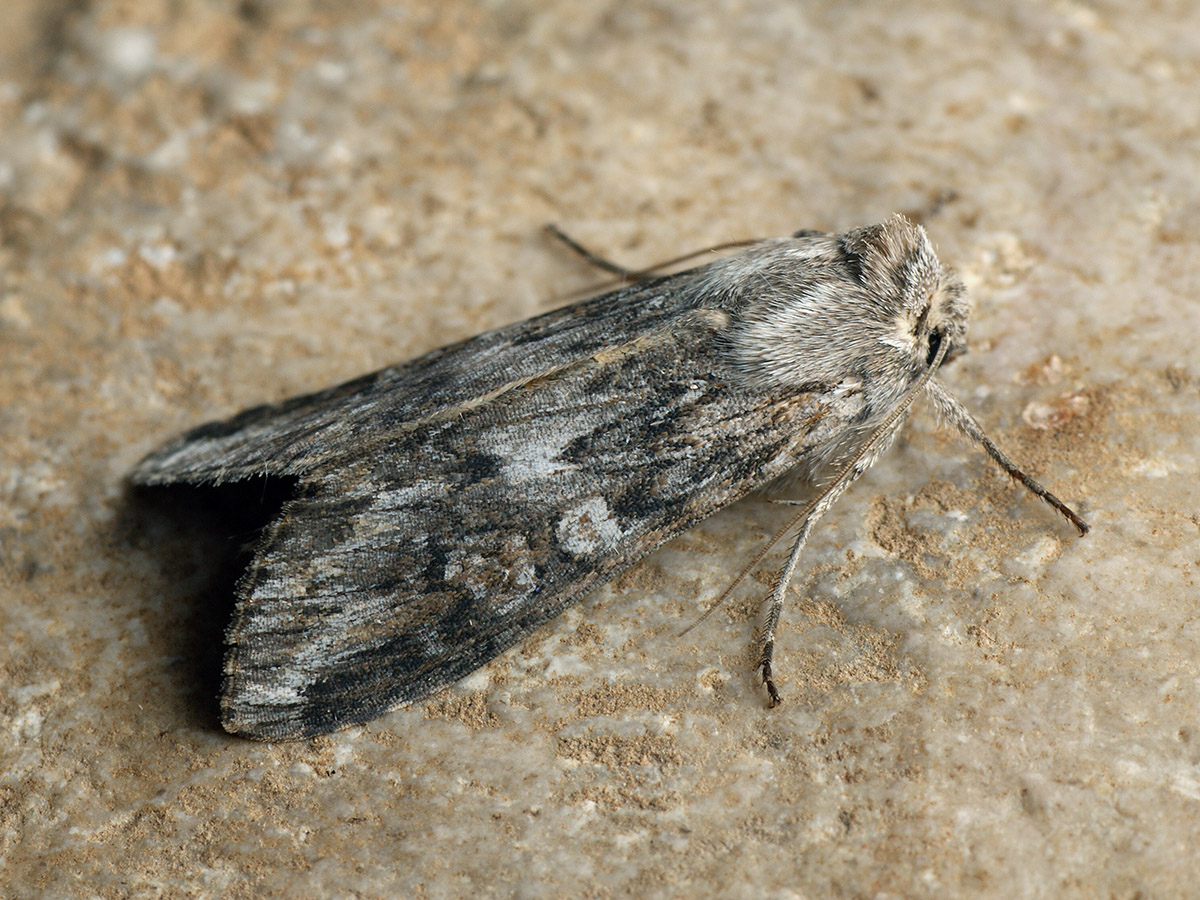
Imago fjäril
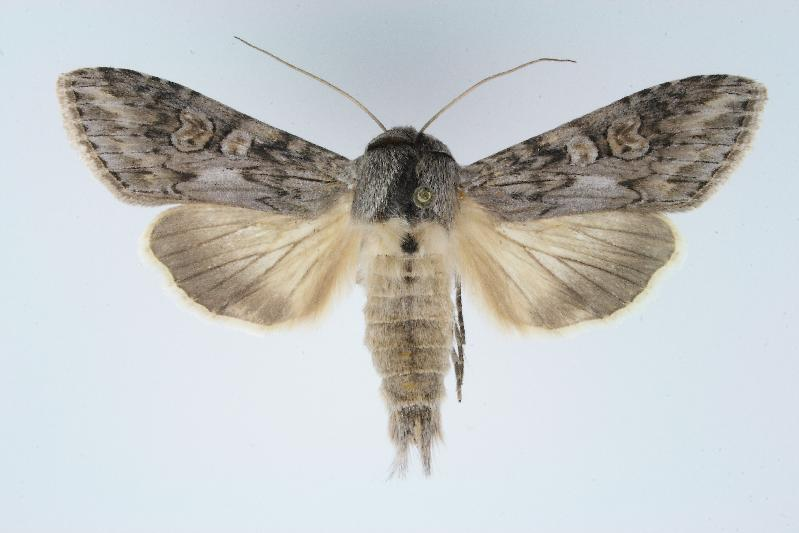
Preparerad (uppnålad) imago fjäril